# Krosewo
Krosewo (dodatkowa nazwa w j. kaszub. Krósewò; niem. Kruschewen) – kaszubska osada śródleśna na Pojezierzu Kaszubskim w Polsce położona w województwie pomorskim, w powiecie kościerskim, w gminie Lipusz. Osada wchodzi w skład sołectwa Szklana Huta.
W latach 1975–1998 miejscowość położona była w województwie gdańskim.